# Iconoscope

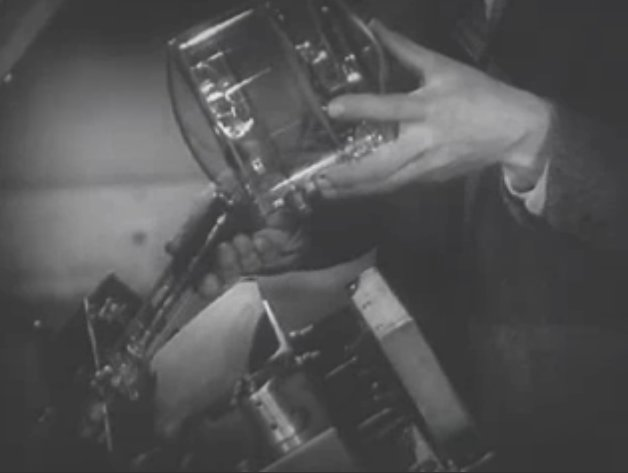
Unité complète d'iconoscope, retiré d'une caméra de télé aux USA, 1955.

L’iconoscope est un tube analyseur d'image, employé dans les caméras des premiers temps de la télévision. Il est inventé par Vladimir Zvorykine en 1923. Le tube concurrent «image dissector» sera mis au point par Philo Farnsworth peu de temps après. Cet appareil marque les premiers pas de l'Histoire des techniques de télévision.